# Nathanael Goldenau
Nathanael Goldenau, död 1705, var en svensk boktryckare. Han var verksam i Stockholm på 1690-talet och fram till 1705. Han bekostade översättningen och tryckningen av Salomon Liscovius Bittere Thränen- und süsse Trost-Quelle : entsprungen Aus dem Gesetz und Evangelio vilken utkom i svensk översättning av Johannes Petraeus 1693 under titeln Bitter Tåre- och söot Tröst-Kiälla, Upsprungen af Lagen och Evangelio. Likaså bekostade han översättningen och tryckningen av Heinrich Müllers verk Geistliche Erquickstunden vilken utkom på svenska 1693 under titeln Andelige Wederqweckelser och Roo-Stunder.
Han var gift med Sara von Holtz, som övertog tryckeriet vid hans död fram till sitt giftermål med Juliues Georg Matthiae året därpå: efter hans död 1716 tog hon dock över en andra gång fram till att hon gifte sig med sin tryckerifaktor Johan Laurentius Horrn.  Tryckeriet avvecklades efter att Lars Salvius 1741 gifte sig med Horrns änka Helena Indebetou och omvandlade företaget till en universalbokhandel.

## Böcker som tryckts hos N Goldenau
- Karl XI Kyrkolag och Ordning
- Bitter Tåre- och söot Tröst-Kiälla, Upsprungen af Lagen och Evangelio (1693)
- Andelige Wederqweckelser och Roo-Stunder (1693)